# Jetřich Berka z Dubé
Jetřich Berka z Dubé (* asi 1552, † 7. července 1585 Zhořelec) byl vzdělaný šlechtic, vlastnící část České Lípy, kde nechal roku 1583 postavit lovecký zámeček Červený dům. Je uváděn v písemnostech i jako Ditrich, případně jako Jetřich Jiří Berka z Dubé.

## Původ

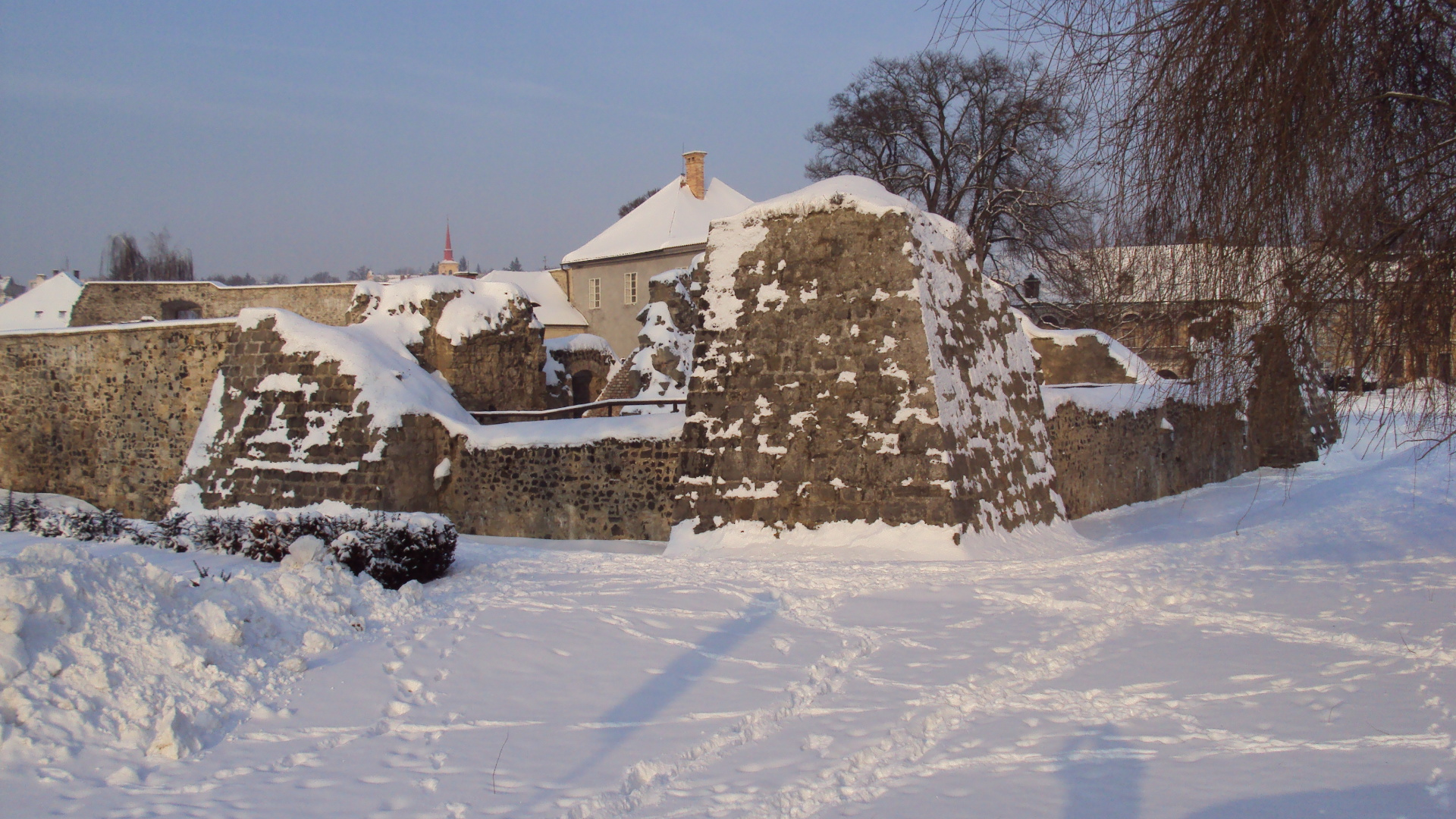
Hrad Lipý, kde Jetřich žil, v dnešní podobě

Jetřich pocházel z rodu Berků z Dubé, vzešlým z Ronovců. Jeho otcem byl Zikmund Berka († 1. srpna 1570, pohřben v České Lípě), vlastník několika vesnic v okolí dnešní Mladé Boleslavi. První manželkou Zikmunda Berky byla od roku 1533 Sidonie z rodu Šliků, která zemřela roku 1546. Druhou manželkou se stala Kunhuta (též psána Kunigunda), hraběnka z Ebrštejna a z Nangarku, se kterou měl Zikmund dva syny, Petra Berku a staršího Ditricha. Ditrich byl v písemnostech později uváděn zčeštěle jako Jetřich.

## Životopis
Studoval na přání otce v německém Wittenbergu a v italské Padově. Zcestoval řadu zemí Evropy.
Od roku 1502 bylo město Česká Lípa rozděleno na čtyři díly, z nichž jeden patřil Berkům z Dubé, ostatní tři měli Vartenberkové. Když se Jetřich vrátil po úmrtí otce ze studií v cizině, byl ještě nezletilý. Majetek po otci spravovala ještě dalších 5 let jeho matka Kunhuta, která byla od roku 1570 vdova.
Jetřich se oženil s Evou z Biberštejna († 1603) a měli spolu dvě děti, Adama († 13. 7. 1607) a Annu (* 1573). Manželství bylo označováno jako nešťastné, rozhádané, on sám jako povahou prchlivý, nezřízený a svárlivý. Na svou ženu v testamentu téměř nepamatoval.
V roce 1583 si pozval do České Lípy italské stavitele, kteří mu postavili na břehu Ploučnice vedle vodního hradu Lipý lovecký zámeček Červený dům. 
Dva roky poté zemřel 7. července 1585 během cesty ve Zhořelci (Horní Lužice) ve věku 33 let. Pochován byl v českolipském protestantském kostele Narození Panny Marie. Původní kostel byl na přelomu 17. a 18. století zbořen, a v jeho těsném sousedství znovu vybudován jako barokní novostavba, takže Jetřichův hrob je dnes pravděpodobně kdesi v prostoru bývalého hřbitova. Jetřichovo jmění pak spravovala opět jeho matka, tentokrát pro Jetřichova syna Adama, tedy svého vnuka.